# Ernie Ladd
Ernest Ladd, detto Ernie (Rayville, 28 novembre 1938 – Franklin, 10 marzo 2007), è stato un wrestler e giocatore di football americano statunitense.
Soprannominato "The Big Cat" per la sua notevole stazza (oltre 2 metri di altezza per 150 kg), fu uno dei primi grandi lottatori heel di colore. Notevole anche la sua carriera sportiva precedente al wrestling, giocò nella AFL come professionista in squadre quali San Diego Chargers, Kansas City Chiefs, e Houston Oilers, prima che un infortunio al ginocchio gli precludesse la carriera nel football. Nel wrestling, ebbe importanti rivalità con lottatori celebri dell'epoca, inclusi Wahoo McDaniel, André the Giant e Bruno Sammartino.
Nel 1981 è stato inserito nella San Diego Chargers Hall of Fame, nel 1989 nella Grambling State University Hall of Fame, nel 1995 nella WWF Hall of Fame e nel 2013 nella NWA Hall of Fame.

## Biografia
Ladd nacque a Rayville (Louisiana) e crebbe a Orange (Texas). Durante le scuole superiori giocò a basket con profitto. Successivamente si trasferì alla Grambling State University grazie ad una borsa di studio.

### Wrestling

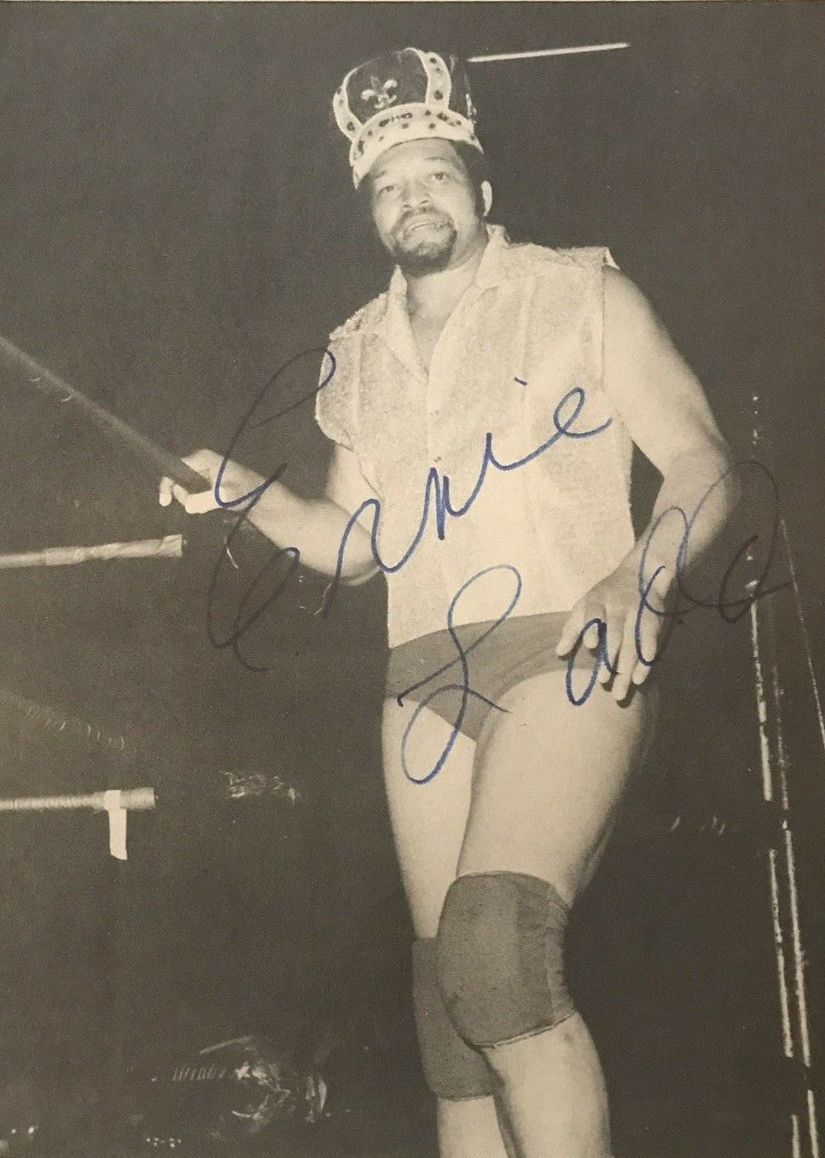
Una foto autografata di Ernie Ladd (1976)

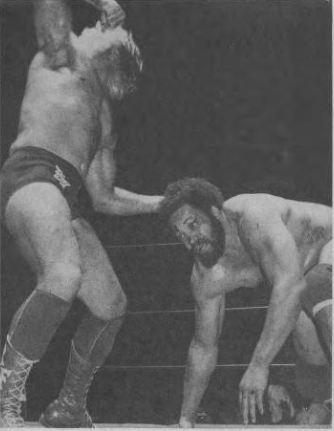
Ric Flair vs Ernie Ladd nel 1981

Ladd iniziò l'attività di lottatore nel 1961, quando ancora era un giocatore di football. A seguito di un serio infortunio al ginocchio che compromise il suo futuro d'atleta in quello sport, Ladd si dedicò a tempo pieno alla lotta a partire dal 1969. Dopo un breve periodo da "face", Ladd divenne uno degli heel più odiati del wrestling negli anni settanta, ed anche uno dei primi afroamericani ad interpretare la parte del "cattivo". Rilasciava dichiarazioni arroganti durante le interviste, ricorrendo all'uso di espressioni colorite ed offensive, come quando apostrofava gli avversari con soprannomi da lui inventati (definì Wahoo McDaniel "l'indiano ubriacone"). Spesso, quando si trovava in difficoltà durante un match, preferiva andarsene scendendo dal ring e perdendo per conteggio di 10. Questa sua pratica abituale, divenne nota nell'ambiente con l'espressione gergale "pulling an Ernie Ladd".
Ladd lottò in svariate federazioni, inclusa la World Wide Wrestling Federation dove il suo manager era The Grand Wizard of Wrestling.
Conosciuto per la grande forza e l'aspetto imponente, fu naturale per Ladd ingaggiare feud con altri giganti dell'epoca, incluso André the Giant (che Ladd chiamava "Andre the Dummy" o "The Big Fat French Fry" durante le interviste).
In alcune zone, il soprannome di Ladd nel wrestling era "The King", e spesso si presentava sul ring indossando delle corone per enfatizzare il termine. Più conosciuto era il soprannome "The Big Cat", e Ladd si presentava con un ampio cappello da cowboy.
Ladd sfidò Bruno Sammartino al Madison Square Garden per il titolo WWWF World Championship, senza però riuscire a sconfiggere "The Italian Strongman". Lottò anche contro Pedro Morales con in palio lo stesso titolo, e nel 1978 con Bob Backlund, perdendo in entrambi i casi.
Dopo aver lasciato la WWWF, Ernie Ladd si trasferì nella Mid-South Wrestling Association di Bill Watts.
Nella Mid-South, ebbe delle rivalità con Paul Orndorff, Ray Candy, e Junkyard Dog. Inoltre, fece da manager a Afa & Sika, i Wild Samoans. Nello stesso periodo, svolse anche la funzione di booker dietro le quinte della federazione.
Nel 1986 si ritirò dal ring per ricorrenti problemi alle ginocchia.
Nello stesso anno, tornò in WWF come commentatore televisivo, fece la telecronaca della 20 Man Battle Royal di WrestleMania 2 (che includeva anche giocatori dell'NFL), lavorò insieme a Gorilla Monsoon e Johnny Valiant, e poi lasciò la compagnia senza troppi clamori.
Nel 1995 è stato ammesso nella WWE Hall of Fame. Nel 2013 è seguita l'ammissione nella NWA Hall of Fame.

## Morte
A Ladd venne diagnosticato un cancro al colon nell'inverno del 2003; il medico gli disse che gli restavano dai tre ai sei mesi di vita. Ladd morì invece diversi anni dopo, il 10 marzo 2007 all'età di 68 anni.

## Personaggio

### Mosse finali
- Jumping big boot
- Thumb chokehold

### Soprannomi
- "The Big Cat"
- "The Cat"
- "Cat Man"
- "The King"

## Titoli e riconoscimenti
- Cauliflower Alley Club
  - Other honoree (2005)
- Central States Wrestling
  - NWA Central States Tag Team Championship (1) – con Bruiser Brody
- Championship Wrestling from Florida
  - NWA Florida Heavyweight Championship (1)
  - NWA Southern Heavyweight Championship (Florida version) (1)
- Georgia Championship Wrestling
  - NWA Georgia Tag Team Championship (1) - con Ole Anderson
- National Wrestling Alliance
  - NWA Hall of Fame (Classe del 2013)[5]
- NWA Big Time Wrestling
  - NWA American Heavyweight Championship (1)
  - NWA Brass Knuckles Championship (Texas version) (1)
  - NWA Texas Heavyweight Championship (1)
- Worldwide Wrestling Associates/Hollywood Wrestling
  - NWA Americas Heavyweight Championship (3)
  - WWA International Television Tag Team Championship (1) - con Edouard Carpentier (1)
  - WWA World Tag Team Championship (1) - con Edouard Carpentier
- NWA Tri-State / Mid-South Wrestling Association
  - Mid-South Louisiana Heavyweight Championship (2)
  - Mid-South North American Heavyweight Championship (1)
  - Mid-South Tag Team Championship (2); con Leroy Brown
  - NWA Arkansas Heavyweight Championship (1)
  - NWA North American Heavyweight Championship (Tri-State version) (4)
  - NWA United States Tag Team Championship (Tri-State version) (1); con The Assassin
- National Wrestling Federation
  - NWF Brass Knuckles Championship (1)
  - NWF Heavyweight Championship (1)
  - NWF North American Heavyweight Championship (2)
- Pro Wrestling Illustrated
  - 205º tra i 500 migliori wrestler singoli nella "PWI Years" (2003)
- Professional Wrestling Hall of Fame
  - Classe del 208 - TV Era
- World Championship Wrestling
  - WCW Hall of Fame (Classe del 1994)
- World Wrestling Association
  - WWA World Heavyweight Championship (1)
  - WWA World Tag Team Championship (1); con Baron Von Raschke[6]
- World Wrestling Council
  - WWC North American Heavyweight Championship (1)
- World Wrestling Federation
  - WWF Hall of Fame (Classe del 1995)
- Wrestling Observer Newsletter
  - Wrestling Observer Newsletter Hall of Fame (Classe del 1996)